# جامع الإمام الصادق (اللاذقية)
جامع الإمام الصادق جامع شيعي علوي يقع في حي الرمل الشمالي بمدينة اللاذقية قريب من ساحة حلوم بالقرب من جامع أنجرو المعروف، وهو جامع قديم وقد جدد بناؤه في عام 1999 وملحق بالجامع جمعية خيرية تقدم الخدمات للناس في اللاذقية تعرف باسم الجمعية الخيرية الإسلامية الجعفرية باللاذقية.